# Vittorio Borsetto
Vittorio Borsetto (Villadose, 20 maggio 1920 – ...) è stato un rugbista a 15 italiano, di ruolo pilone, è considerato uno dei pionieri del rugby a 15 in Italia insieme a Mario Battaglini. Con quest'ultimo giocò in Francia al Vienne.

## Biografia
Nato a Villadose, Borsetto si arruolò nel'esercito e in seguito all'armistizio dell'8 settembre 1943 si unì alla 56ª Brigata Garibaldi. Finita la guerra cominciò a giocare per il Rovigo vestendo la maglia rossoblù per dieci anni eccetto due anni in cui si trasferì in Francia al Vienne raggiungendo il connazionale Mario Battaglini. Durante il periodo oltralpe il 28 marzo 1948 fu selezionato per la nazionale italiana che proprio a Rovigo affrontava la Francia A. Indossò la maglia azzurra due mesi più tardi a Parma nell'incontro con la Repubblica Ceca.

## Palmarès
- Campionati italiani: 4
Rovigo: 1950-51, 1951-52, 1952-53, 1952-53